# جولن جانسون
جولن جانسون (انگلیسی: Julanne Johnston؛ ‏ ۱ مهٔ ۱۹۰۰ – ۲۶ دسامبر ۱۹۸۸) بازیگر اهل ایالات متحده آمریکا بود.
از فیلم‌هایی که وی در آن نقش داشته‌است، می‌توان به نمایش نمایش‌ها، تنزل اخلاقی متظاهر، امپراتریس سرخ‌پوش، شکوه صبح، کلئوپاترا، دزد بغداد، جشن بزرگ و آلومای دریاهای جنوب اشاره کرد.